# Palpalá (Jujuy)
Palpalá is een plaats in het Argentijnse bestuurlijke gebied Palpalá in de provincie Jujuy. De plaats telt 48.199 inwoners.

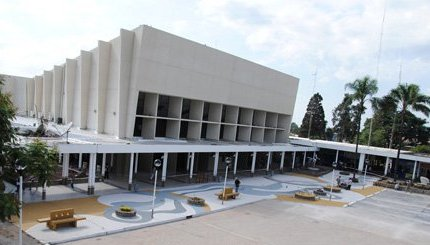